# Naruto Filmul: Legenda Pietrei lui Gelel
Naruto Filmul: Legenda Pietrei lui Gelel al seriei anime Naruto se bazează pe seria manga Naruto de Masashi Kishimoto. Naruto Filmul: Legenda Pietrei lui Gelel din Naruto, serie de anime, este regizat de Hirotsugu Kawasaki și produs de Studioul Pierrot și TV Tokyo și a avut premiera pe data de 6 august 2005 la cinema în Japonia.

## Povestea
Naruto Uzumaki, Shikamaru Nara și Sakura Haruno sunt într-o nouă misiune de a oferi un animal pierdut într-un anumit sat. Cu toate acestea, chiar în mijlocul misiunii, trupele conduse de un cavaler misterios, Temujin, îi atacă. În timpul luptei, cei trei sunt separați. Temujin îl provoacă pe Naruto Uzumaki într-o luptă, iar la sfârșitul luptei, ambi cad împreună de pe-o stâncă înaltă. Shikamaru Nara, care a fost lăsat în urmă, vede o cetate gigantă în mișcare. În scopul de a obține o înțelegere cu privire la această situație, el se infiltrează în cetate, fiind martor la o priveliște înfricoșătoare.